# Oxalis gyrorhiza
Oxalis gyrorhiza är en harsyreväxtart som beskrevs av Bert.. Oxalis gyrorhiza ingår i släktet oxalisar, och familjen harsyreväxter. Inga underarter finns listade i Catalogue of Life.